# 明周

《明周》新標誌

《明報周刊》舊標誌

《明周》（中文繁稱：《明報周刊》；英文全稱：《Ming Pao Weekly》；英文簡稱：《MP Weekly》）於1968年創刊，是香港綜合雜誌之一，內容包括娛樂新聞、電影、旅遊、時裝潮流及文化趨勢等多元化主題。該刊物起初的正式全稱為「明報周刊」，後來改為以其簡稱「明周」為正式全稱，前者變作副稱；它的出版商原本是／叫明報有限公司，現在是／叫世界華文媒體有限公司。

## 概述
《明報周刊》由《明報》於1968年11月17日創刊，首期封面人物是日本演員濱美枝，讀者群以中產階級人士為主。
最早對演藝界進行爆料報導的是《明報周刊》。1970年香港小姐冠軍何秀汶於當選不久便與當時仍是The Loosers樂隊成員陳百祥傳出緋聞，當時雙方都各有伴侶，《明周》第二任總編輯雷波眼見周刊銷量平平，為了突圍而出，便決定爆料報導，《明周》以標題「香港小姐何秀汶情書」報導兩人的緋聞，還刊出據稱是何秀汶寫給陳百祥的情信，因為大眾對港姐和藝人的私生活感到好奇，一下子將《明周》的發行量增加好幾萬份，這類爆料式報導也成為周刊擴大銷路的行徑。
1988年1月，出版第1,000期。
2007年3月10日，出版第2,000期。
2008年6月20日，正式在台灣出刊。首期的封面人物是林志玲，主題為〈林志玲教西方人的六件事〉。
2017年6月15日，亞洲出版業協會「2017年度卓越新聞獎」《明周》編輯陳伊敏憑《我是女工》奪得女性議題新聞獎優異獎 。